# Hypena denticulata
Hypena denticulata är en fjärilsart som beskrevs av Moore 1882. Hypena denticulata ingår i släktet Hypena och familjen nattflyn. Inga underarter finns listade i Catalogue of Life.